# Bondove djevojke
Bondova djevojka (također Bond-djevojka, eng. Bond girl) je glavna glumica u filmu ili video-igri o Jamesu Bondu ili ženski lik koji ona glumi. Bond-djevojke su poznate po svom iznimno atraktivnom izgledu, a najčešće se pojavljuju samo u jednom nastavku. Ženski likovi M (u izvedbi Judi Dench; M je u nastavcima prije Zlatnog oka bio isključivo muškarac) i Miss Moneypenny ne smatraju se Bond-djevojkama. Gotovo redovito imaju imena koja na engleskom jeziku imaju očita dvostruka značenja i aludiraju na seks (najpoznatiji je primjer "Pussy Galore" iz filma Goldfinger.)
- Dr. No – Honey Ryder (glumi je Ursula Andress)
- Iz Rusije s ljubavlju – Tatjana Romanova (Daniela Bianchi)
- Goldfinger – Pussy Galore (Honor Blackman)
- Operacija Grom – Domino (Claudine Auger)
- Samo dvaput se živi – Miss Suzuki (Mie Hama)
- U službi njenog Veličanstva – Teresa Di Vicenzo (Bond); jedina Bond-djevojka koju je Bond oženio (Diana Rigg)
- Dijamanti su vječni – Tiffany Case (Jill St. John)
- Živi i pusti umrijeti – Solitaire (Jane Seymour)
- Čovjek sa zlatnim pištoljem – Mary Goodnight (Britt Ekland), Andrea Anders (Maud Adams)
- Špijun koji me volio – Anya Amasova, agentica XXX (Barbara Bach)
- Operacija Svemir – Holly Goodhead (Lois Chilles)
- Samo za tvoje oči – Melina Havelock (Carole Bouquet)
- Octopussy – Octopussy (Maud Adams, jedina glumica koja je glumila dvije Bond-djevojke)
- Pogled na ubojstvo – Stacey Sutton (Tanya Roberts), May Day (Grace Jones)
- Dah smrti – Kara Milovy (Miryam d'Abo)
- Dozvola za ubojstvo – Pam Bouvier (Carey Lowell), Lupe Lamora (Talisa Soto)
- Zlatno oko – Xenia Onatopp (Famke Janssen), Natalya Fyodorovna Simonova (Izabella Scorupco)
- Sutra nikad ne umire – Paris Carver (Teri Hatcher), Wai Lin (Michelle Yeoh)
- Svijet nije dovoljan – dr. Christmas Jones (Denise Richards), Elektra King, prva zla Bond-djevojka (Sophie Marceau);
- Umri drugi dan – Giacinta Jinx Johnson (Halle Berry, jedina oskarovka u službenom filmu o Bondu)
- Casino Royale – Vesper Lynd (Eva Green), Solange (Caterina Murino), Valenka (Ivana Miličević).
- Skyfall – Sévérine (Bérénice Marlohe)
- Spectre - dr. Madeleine Swann (Léa Seydoux)